# Radio Campus France
Radio Campus France est un réseau national de radios étudiantes françaises. Le réseau de radiodiffusion se présente, en 2025, comme un ensemble 29 stations de radio locales indépendantes, quand elles ne diffusent pas le programme conçu pour l'ensemble du réseau.

## Historique
En 1969, Radio Campus est lancée à Villeneuve-d'Ascq sur le campus de l'Université Lille 1. Il s'agit d'une des toutes premières radios associatives de France. Par la suite, d'autres radios étudiantes reprennent ce nom dans différentes villes.
Les Radios Campus se sont associées en 1996 au sein du réseau IASTAR devenu, au fil des années, leur espace collaboratif principal en matière de diffusion de programmes et de partenariats radiophoniques, d’accompagnement des stations et de formation des membres, de prospection technologique et de représentation.
15 ans plus tard en 2011, « IASTAR » devenu « Radio Campus France » s'appuie sur un réseau de vingt radios FM. Rassemblées au sein de leur fédération, ces stations bénéficient ainsi d’un double niveau de travail, tant local que national.
En 2015, le réseau s'agrandit et comprend maintenant 29 Radios Campus, dont deux hors de la métropole.

## Maillage du réseau Radio Campus France
Au 6 janvier 2025, le réseau comptait 25 stations de radio et 5 webradios.
| Implantation         | Nom de la radio                  | Date de création | Fréquence FM |
| -------------------- | -------------------------------- | ---------------- | ------------ |
| Amiens               | Radio Campus Amiens              | à renseigner     | 87.7         |
| Angers               | Radio Campus Angers              | juin 2004        | 103.0        |
| Avignon              | Radio Campus Avignon             | 2010             | webradio     |
| Besançon             | Radio Campus Besançon            | décembre 1997    | 102.4        |
| Brest                | Radio U                          | octobre 2001     | 101.1        |
| Bruxelles            | Radio Campus Bruxelles           | à renseigner     | 92.1         |
| Caen                 | Radio Phénix                     | 2006             | 92.7         |
| Castres              | RADIOM                           | 2007             | webradio     |
| Clermont-Ferrand     | Radio Campus Clermont-Ferrand    | 1995             | 93.3         |
| Corte                | Nebbia Campus Corte              | 2015             | 90.6         |
| Dijon                | Radio Dijon Campus               | avril 1982       | 92.2         |
| Lyon                 | Radio Brume                      | janvier 1982     | 90.7         |
| Marseille            | Radio Grenouille                 | 1981             | 88.8         |
| Montbéliard          | Radio Campus Belfort-Montbéliard | 2024             | 88.8         |
| Montpellier          | Radio Campus Montpellier         | 2000             | 102.2        |
| Mont-Saint-Aignan    | Radio Campus Rouen               | 2010             | 92.9         |
| Mulhouse             | Radio MNE                        | 2014             | 107.5        |
| Nancy                | Radio Campus Lorraine            | août 2012        | 99.6         |
| Orléans              | Radio Campus Orléans             | octobre 1994     | 88.3         |
| Paris                | Radio Campus Paris               | 1998             | 93.9         |
| Pau                  | Radio Campus Pau                 | à renseigner     | webradio     |
| Perpignan            | Radio Campus 66 UPVD             | à renseigner     | webradio     |
| Pessac               | Radio Campus Bordeaux            | 1992             | 88.1         |
| Poitiers             | Radio Pulsar                     | mars 1983        | 95.9         |
| Rennes               | C-Lab                            | février 1996     | 88.4         |
| Saint-Étienne        | Radio Campus Saint-Étienne       | Juin 2019        | webradio     |
| Saint-Martin-d'Hères | Radio Campus Grenoble            | novembre 1993    | 90.8         |
| Strasbourg           | Radio en construction            | 1983             | 90.7         |
| Toulouse             | Campus FM                        | 1983             | 94.0         |
| Tours                | Radio Campus Tours               | 1998             | 99.5         |
| Villeneuve-d'Ascq    | Radio Campus Lille               | 1969             | 106.6        |

### Radio Campus Orléans

Logo de Radio Campus Orléans.

Radio Campus Orléans est créée fin 1993 et émet pour la première fois le 24 octobre 1994 sur la fréquence de 106,5 MHz. 
Renouvellant tous les 6 mois les autorisations provisoires d'émettre, la station obtient en décembre 1997, après une période de plusieurs mois sans diffuser à la suite du non-renouvellement de l'autorisation par le CSA, une autorisation d’émettre de 5 ans.
En 2005, la radio a été parmi les pionnières en France dans la diffusion d'émissions en podcast.
En 2010, la station a enregistré 19 200 auditeurs hebdomadaires. Radio Campus Orléans a fêté ses 20 ans en octobre 2014 en organisant une sorte de mini-festival,, ainsi que pour ses 30 ans en 2024.
En octobre 2024, Radio Campus Orléans est le premier média français à interviewer le premier candidat astronaute afro-américain et sculpteur Ed Dwight. L'entretien contient des informations inédites.